# Barry Rowland
Barry Rowland (Durham, agosto 1961) è un politico britannico, dal 2016 al 2021 è stato il Capo dell'esecutivo delle Isole Falkland.